# Sithayankottai
Sithayankottai é uma panchayat (vila) no distrito de Dindigul, no estado indiano de Tamil Nadu.

## Demografia
Segundo o censo de 2001,  Sithayankottai  tinha uma população de 12,052 habitantes. Os indivíduos do sexo masculino constituem 50% da população e os do sexo feminino 50%. Sithayankottai tem uma taxa de literacia de 60%, superior à média nacional de 59.5%: a literacia no sexo masculino é de 69% e no sexo feminino é de 51%. Em Sithayankottai, 11% da população está abaixo dos 6 anos de idade.